# Anathallis bolsanelloi
Anathallis bolsanelloi é uma espécie de orquídea.